# Gallieniella betroka
Espèce
Gallieniella betroka est une espèce d'araignées aranéomorphes de la famille des Gallieniellidae.

## Distribution
Cette espèce est endémique de Madagascar.

## Description
Le mâle holotype mesure 4,85 mm.
La femelle décrite par Platnick en 1993 mesure 4,91 mm 

## Étymologie
Son nom d'espèce lui a été donné en référence au lieu de sa découverte, Betroka.

## Publication originale
- Platnick, 1984 : Studies on Malagasy spiders, 1. The family Gallieniellidae (Araneae, Gnaphosoidea). American Museum Novitates, no 2801, p. 1-17 (texte intégral).